# محمود چایچی
محمود چایچی (زاده ۱۲ شهریور ۱۳۲۹ در تبریز) بازیکن سابق والیبال اهل ایران است.چایچی که عضویت در تیم ملی را در کارنامه خود دارد در رده باشگاهی نیز در تیم دخانیت بازی می‌کرد. وی که در سابق عضو هیئت مدیره باشگاه پیشکسوتان ورزش ایران بود در حال حاضر رئیس کمیته پیشکسوتان فدراسیون والیبال است.